# Робинсон, Асела
Асела Робинсон (исп. Azela Jacqueline Robinson Cañedo) (26 августа 1965, Лондон, Великобритания) — известная мексиканская и английская актриса театра и кино и режиссёр. Рост — 173 сантиметра.

## Биография
Родилась 26 августа 1965 года в Лондоне в смешанной семье — отец англичанин, мать — мексиканка. Среднее и высшее образование получила в Лондоне, затем переехала в Мексику и в 1986 году дебютировала в мексиканском кинематографе и с тех пор сыграла 65 ролей в кино и телесериалах. Телесериалы В плену страсти, Узурпаторша, Наперекор судьбе, Секс и другие секреты, Прямые поставки и Женщины-убийцы оказались наиболее популярными в карьере актрисы. Была номинирована 16 раз на 7 различных премий, из которых ей удалось одержать достойную победу в 12 из них. Попробовала себя и в качестве режиссёра-постановщика, сняв в сорежиссёрстве с Аурелио Авилой и Бонние Картосом в 2021 году телесериал Что происходит с моей семьей?.

## Личная жизнь
Асела Робинсон вышла замуж за известного актёра Роберто Бальестероса и подарила ему одного ребёнка, однако личная жизнь не сложилась, и супруги развелись.

## Фильмография
1
Tus Feromonas Me Matan (2016)
2
Вино любви (сериал, 2016 – ...)
Vino el amor ... Lilian
3
Por Siempre Joan Sebastian (сериал, 2016)
... Marissa
4
Yo no creo en los hombres... el origen (ТВ, 2015)
... Josefa
5
Agua Blanca (2014)
... Rosario; короткометражка
6
Я не верю в мужчин (сериал, 2014 – 2015)
Yo no creo en los hombres ... Josefa
7
Новая жизнь (сериал, 2013)
Nueva vida
8
Кусочек неба (сериал, 2012)
Cachito de cielo ... Teté
9
Неудача (2011)
Contratiempo ... La Doña
10
Полная любви (сериал, 2010 – ...)
Llena de amor ... Freda Curiel de Ruiz y de Teresa
11
Очарование (сериал, 2009 – 2010)
Sortilegio ... Elena Miranda de Kruguer
12
Мы все к чему-то привязаны (сериал, 2009 – 2012)
Adictos ... Mónica
13
Женщины-убийцы (сериал, 2008 – ...)
Mujeres asesinas ... Blanca
14
Прямые поставки (сериал, 2008 – 2009)
Central de abasto ... La Güera
15
В последний момент (сериал, 2007 – ...)
Tiempo final ... Sonia
16
Секс и другие секреты (сериал, 2007 – ...)
Sexo y otros secretos ... Lucía
17
Жестокий мир (сериал, 2006 – 2007)
Mundo de fieras ... Dolores Farías
18
Наперекор судьбе (сериал, 2005 – ...)
Contra viento y marea ... Apolonia Rudell
19
Под одной кожей (сериал, 2003)
Bajo la misma piel ... Regina Ortiz Escalante
20
Espejo retrovisor (2002)
... Madre de Paloma
21
Другая (сериал, 2002)
La otra ... Mireya Ocampo
22
Источник (сериал, 2001 – 2002)
El manantial ... Francisca Rivero de Valdés
23
Моя судьба – это ты (сериал, 2000)
Mi destino eres tú ... Isaura Becker
24
Para matar al presidente (1999)
25
Лабиринты страсти (сериал, 1999 – 2000)
Laberintos de pasión ... Carmina
26
Кармела из Мичоакана (1998)
Carmela la Michoacana
27
Por tu culpa (1998)
28
Узурпаторша (сериал, 1998 – ...)
La usurpadora ... Elvira
29
El aguinaldo (1997)
30
El sexenio de la muerte (1997)
... Silvia
31
В плену страсти (сериал, 1997)
Cañaveral de pasiones ... Dinorah Faberman
32
Sueños de muerte (1995)
... Adelina Juarez
33
Бедная богатая девочка (сериал, 1995)
Pobre niña rica ... Ana Luisa
34
Удача в жизни (Лотерея III) (1994)
Suerte en la vida (La Lotería III)
35
Las pasiones del poder (1994)
... Monica, Investigadora (в титрах: Azhela Robinson)
36
Адский трон (1994)
El trono del infierno ... Maria
37
Yo hice a Roque III (1993)
38
Yo no la mate (1993)
39
Entre el amor y la muerte (1993)
40
El salario de la muerte (1993)
... Lolita
41
Из-за ошибки (1993)
Por error
42
Dama de noche (1993)
... Isabel
43
Последняя надежда (сериал, 1993)
La última esperanza
44
Яростный мститель (1992)
La furia de un vengador
45
La dama y el judicial (1992)
46
La mula (1992)
47
Эскадрон камикадзе (1991)
Escuadrón suicida
48
Judicial pero honrado (1991)
49
El bizcocho del Panadero (1991)
... Lupita
50
Sabueso (1991)
51
Dos nacos en el planeta de las mujeres (1991)
52
¡Mátenme porque me muero! (1991)
... Martina
53
Fin de semana en Garibaldi (1991)
54
Мексиканский ниндзя (1991)
El ninja mexicano
55
Женщина из кабаре (1991)
Mujer de cabaret
56
El extensionista (1991)
... Rarotonga
57
Кровавая моча (1990)
Agua roja
58
Беглец (1990)
Los fugitivos
59
Los cuates del Pirruris (1990)
60
La mujer judicial (1990)
... Gang Leader
61
Dos rateros de altura (1990)
62
Частный следователь ... очень личное (1990)
Investigador privado... muy privado
63
Sor Batalla (1990)
64
Отмеченное время (сериал, 1986 – 1990)
Hora Marcada
65
Женщина, случаи из реальной жизни (сериал, 1985 – ...)
Mujer, casos de la vida real